# مسلسل تلفزيوني طويل

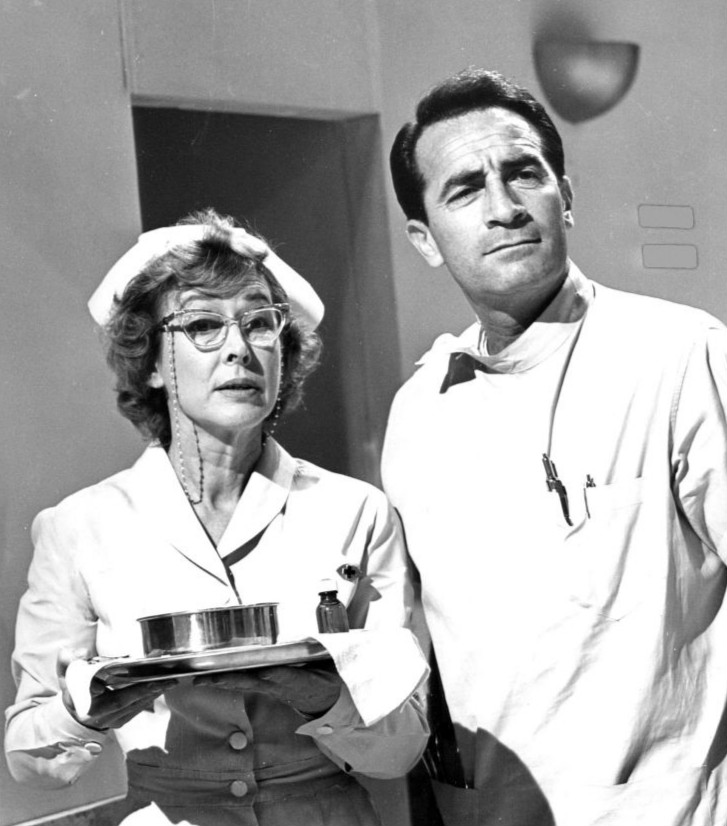

مسلسل تلفزيوني طويل أو أوبرا الصابون (بالإنجليزية: Soap opera)‏ هو مسلسل درامي يعرض على شاشة التلفزيون أو يبث على الراديو، يتناول حياة العديد من الشخصيات، مع التركيز عادة على العلاقات العاطفية في طابع يتسم بـ الميلودراما.
يتميز هذا النوع من المسلسلات بعدم وجود نهاية مكتوبة محددة عند بدء انتاجه، مما يجعل عرضه يمتد لسنوات بعدد حلقات قد يصل لآلاف الحلقات.

## أصل هذا النوع من المسلسلات
أول مسلسل تم اعتباره مسلسلاً ميلودرامياً طويلاً كان المسلسل الإذاعي الأمريكي «أحلام مرسومة» (Painted Dreams)، والذي بُث لأول مرة في 20 أكتوبر 1930 بشيكاغو في إذاعة WGN. وقد كان هذا المسلسل يبث في الفترة الصباحية طوال أيام الأسبوع ما عدا يومي العطلة الأسبوعية، حيث أن الهدف من هذه الأعمال هو أن تتابع من قبل جمهور يتألف في الغالب من المستمعات ربات البيوت.
لكن أول بث وطني للمسلسلات الميلودرامية الإذاعية بصفة رسمية كان مسلسل كلارا، لو وإم، الذي بث في 27 يناير 1931 على شبكة بلو (NBC Blue Network) في 22:30 بتوقيت شرق الولايات المتحدة.

### أصل الاسم في اللغة الإنجليزية
اكتسبت هذه المسلسلات الدرامية اسمها Soap opera (سوب أوبرا) في اللغة الإنجليزية من إعلانات الصابون والمنظفات التجارية حيث أن كلمة (سوب / soap) تعني الصابون، وذلك لأن تلك الإعلانات كانت تُبث خلال الفواصل الإشهارية أو الإعلانية في وقت إذاعة هذه المسلسلات من قبل مصنعي الصابون الذين كانوا يقومون برعاية هذه الأعمال الدرامية تجارياً على المحطات الإذاعية في الماضي. وهذا النوع من الإعلانات هو موجه أساساً لربات البيوت اللواتي كن ينظفن منازلهن خلال أوقات إذاعة المسلسلات في فترة الصباح أو ما قبل الظهر. أما كلمة (أوبرا / opera) فتشير إلى الطابع الميلودرامي الذي تتخذه هذه العروض.